# Gozdnica (stacja kolejowa)
Gozdnica – dawna stacja kolejowa w Gozdnicy, w województwie lubuskim, w Polsce.